# Eugène Lion
Eugène Lion, né à Reims le 1er juin 1826 et décédé le 5 août 1883, était un religieux dominicain.
Il fut archevêque de Damiette (de), délégué du Saint-Siège en Mésopotamie (en), en Arménie et dans le Kurdistan.